# Il passaggio del Mar Rosso (Chagall)
Il passaggio del Mar Rosso è un dipinto a olio su tela (216,5x146 cm) realizzato nel 1955 dal pittore Marc Chagall.
È conservato nel Centre Pompidou di Parigi.